# Палич (лунный кратер)
Кратер Палич (лат. Palitzsch) — крупный ударный кратер в южном полушарии видимой стороны Луны. Название присвоено в честь немецкого естествоиспытателя, астронома-самоучки Иоганна Георга Палича (1723—1788) и утверждено Международным астрономическим союзом в 1935 г.

## Описание кратера

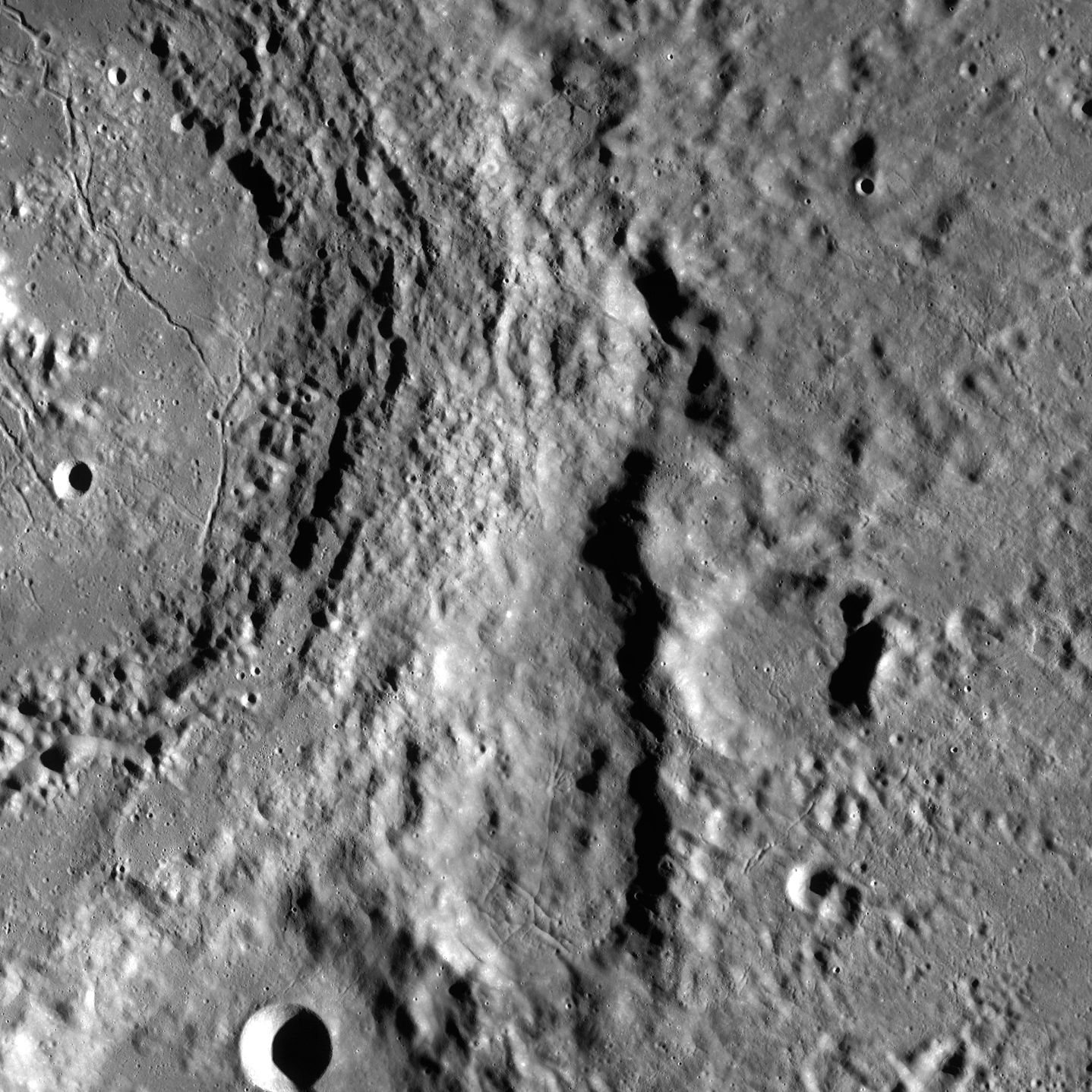
Кратер Палич и долина Палича. Снимок зонда Lunar Reconnaissance Orbiter.

Ближайшими соседями кратера являются кратер Петавий в непосредственной близости на северо-западе; кратер Лежандр на востоке и кратер Хазе примыкающий к кратеру Палич на юго-западе. От северной части кратера Палич в северном направлении отходит долина Палича.

Селенографические координаты центра кратера 28°01′ ю. ш. 64°23′ в. д. / 28,02° ю. ш. 64,39° в. д., диаметр 41,9 км, глубина 2870 м.

Кратер Палич значительно разрушен. Вал сглажен, северная часть вала практически сравнялась с окружающей местностью и кратер не имеет четкой границы с началом долины Палича. Дно чаши пересеченное, с многочисленными бороздами.

## Сателлитные кратеры
| Палич | Координаты                                            | Диаметр, км |
| ----- | ----------------------------------------------------- | ----------- |
| A     | 26°58′ ю. ш. 65°41′ в. д. / 26,96° ю. ш. 65,68° в. д. | 33,1        |
| B     | 26°25′ ю. ш. 68°23′ в. д. / 26,41° ю. ш. 68,39° в. д. | 37,9        |

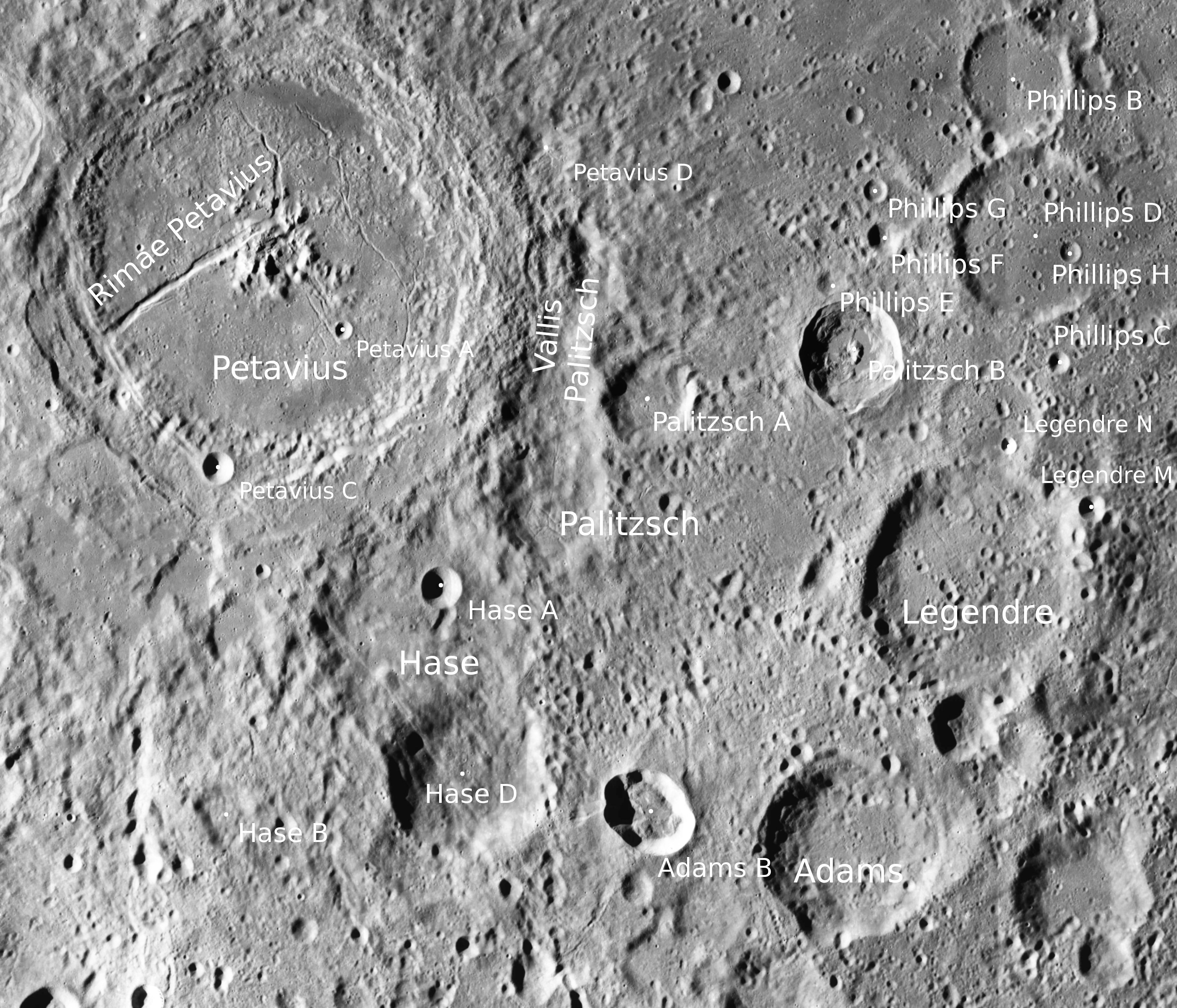
Снимок зонда Lunar Reconnaissance Orbiter.

- Сателлитный кратер Палич B включен в список кратеров с яркой системой лучей Ассоциации лунной и планетарной астрономии (ALPO)[4], образование его относится к коперниковскому периоду.
- Высота центрального пика сателлитного кратера Палич B составляет 1500 м[5].
- На юге от сателлитного кратера Палич B расположен маленький коцентрический кратер.

## См.также
- Список кратеров на Луне
- Лунный кратер
- Морфологический каталог кратеров Луны
- Планетная номенклатура
- Селенография
- Минералогия Луны
- Геология Луны
- Поздняя тяжёлая бомбардировка